# Euroclinic
Euroclinic Hospital&Medical Centers a fost o companie de servicii medicale din România, parte a grupului Eureko. În 2011 Euroclinic a fuzionat cu Centrul Medical Unirea care apoi și-a schimbat numele în  Rețeaua Privată de Sănătate Regina Maria.
Compania a deținut Euroclinic Hospital, primul spital general privat din România, inaugurat în anul 2005. Spitalul Euroclinic încă funcționează sub acest nume în Rețeaua Regina Maria.

## Înainte de fuzionare
Euroclinic a făcut parte din rețeaua Medisystem în care INTERAMERICAN a investit masiv în perioada 2005-2007. 
Rețeaua Medisystem deține peste 170 de furnizori de servicii medicale cu peste 2.000 de medici generaliști și specialiști și asigură acoperire pentru 32 orașe ale României.
Înregistrat la Utrecht (Olanda), Eureko era un grup financiar prezent în peste zece țări europene și are mai mult de 24.000 de angajați. Eureko avea activități în România și în sectorul asigurărilor.
În anul 2009, Euroclinic a inaugurat două clinici, în Piața Muncii și Pipera, în București.